# Coccinellinae
Sous-famille
Les Coccinellinae sont une sous-famille d'insectes coléoptères de la famille des Coccinellidae (coccinelles).

## Liste des genres
Selon ITIS (5 juin 2010) :
- genre Adalia Mulsant, 1846
- genre Anatis Mulsant, 1846
- genre Anisosticta Chevrolat in Dejean, 1837
- genre Aphidecta Weise, 1893
- genre Calvia Mulsant, 1850
- genre Ceratomegilla Crotch, 1873
- genre Cheilomenes Chevrolat in Dejean, 1837
- genre Coccinella Linnaeus, 1758
- genre Coelophora Mulsant, 1850
- genre Coleomegilla Timberlake, 1920
- genre Cycloneda Crotch, 1871
- genre Harmonia Mulsant, 1850
- genre Hippodamia Chevrolat in Dejean, 1837
- genre Macronaemia Casey, 1899
- genre Megalocaria Crotch, 1871
- genre Micraspis Chevrolat in Dejean, 1837
- genre Mulsantina Weise, 1906
- genre Myzia Mulsant, 1846
- genre Naemia Mulsant, 1850
- genre Neoharmonia Crotch, 1871
- genre Olla Casey, 1899
- genre Paranaemia Casey, 1899
- genre Propylea Mulsant, 1846
- genre Psyllobora Chevrolat in Dejean, 1837
- genre Synonycha Chevrolat in Dejean, 1837
- genre Verania Mulsant, 1850

## Liste des tribus et genres
Selon NCBI (3 mai 2024) :
- Bulaeini
  - genre Bulaea
- Coccinellini
  - genre Aaages
  - genre Adalia
  - genre Adaliopsis
  - genre Aiolocaria
  - genre Alloneda
  - genre Anatis
  - genre Anegleis
  - genre Anisosticta
  - genre Antineda
  - genre Aphidecta
  - genre Archegleis
  - genre Australoneda
  - genre Bothrocalvia
  - genre Calvia
  - genre Ceratomegilla
  - genre Cheilomenes
  - genre Cleobora
  - genre Coccinella
  - genre Coccinula
  - genre Coelophora
  - genre Coleomegilla
  - genre Cycloneda
  - genre Declivitata
  - genre Docimocaria
  - genre Eriopis
  - genre Harmonia
  - genre Heterocaria
  - genre Heteroneda
  - genre Hippodamia
  - genre Illeis
  - genre Lemnia
  - genre Lioadalia
  - genre Macronaemia
  - genre Megalocaria
  - genre Micraspis
  - genre Mulsantina
  - genre Myrrha
  - genre Myzia
  - genre Naemia
  - genre Neda
  - genre Neocalvia
  - genre Oenopia
  - genre Oiocaria
  - genre Olla
  - genre Paranaemia
  - genre Paraneda
  - genre Phrynocaria
  - genre Propylea
  - genre Sospita
  - genre Sumnius
  - genre Synona
  - genre Synonycha
  - genre Xanthadalia
- Discotomini
  - genre Pristonema
  - genre Seladia
- Halyziini
  - genre Halyzia
  - genre Macroilleis
  - genre Oxytella
  - genre Protothea
  - genre Psyllobora
  - genre Vibidia
- Plotinini
  - genre Plotina
  - genre Protoplotina
- Singhikalini
  - genre Singhikalia
- Tytthaspidini
  - genre Tytthaspis